# Tutun de prizat

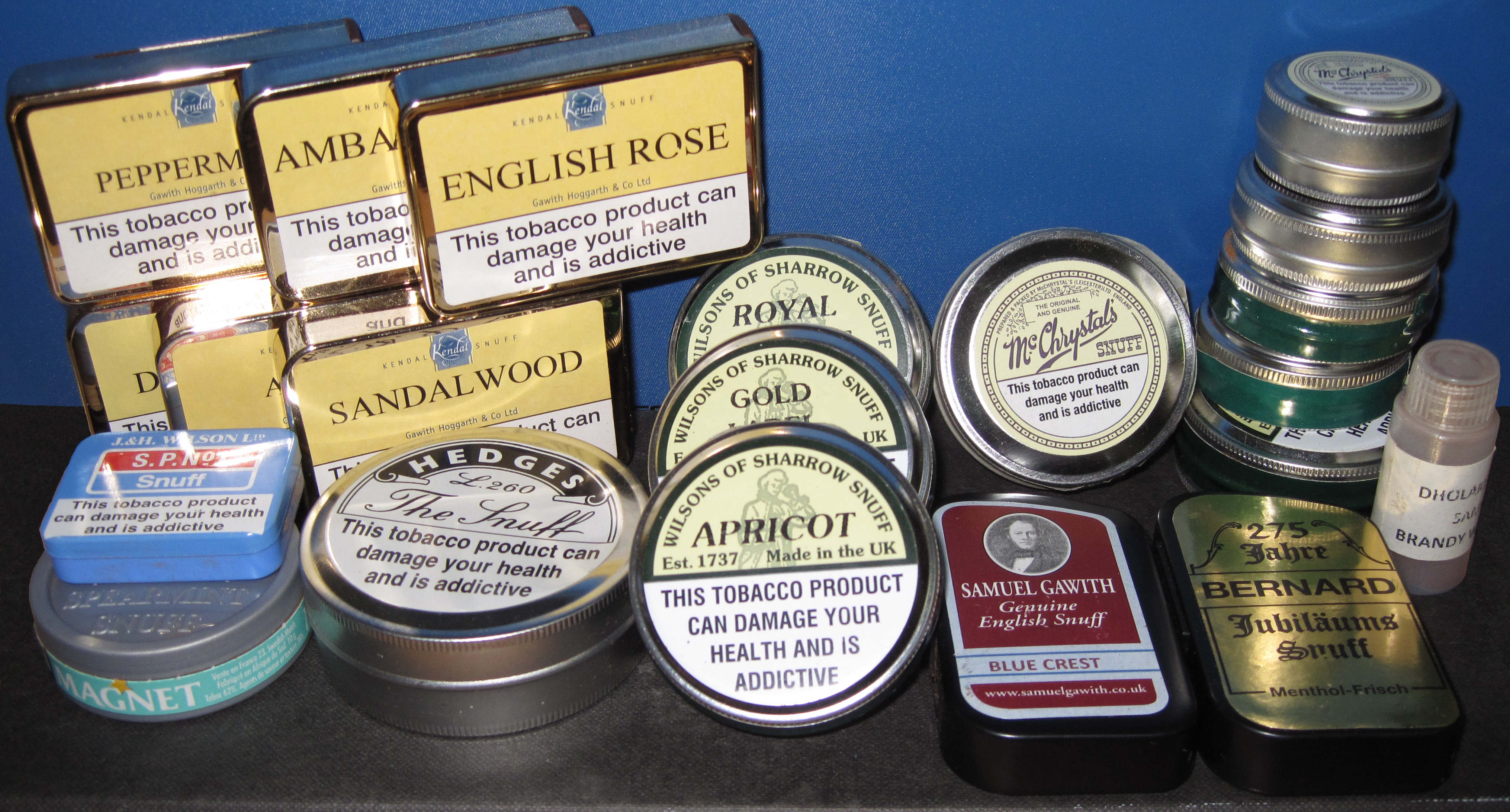
Cutii asortate de tutun de prizat

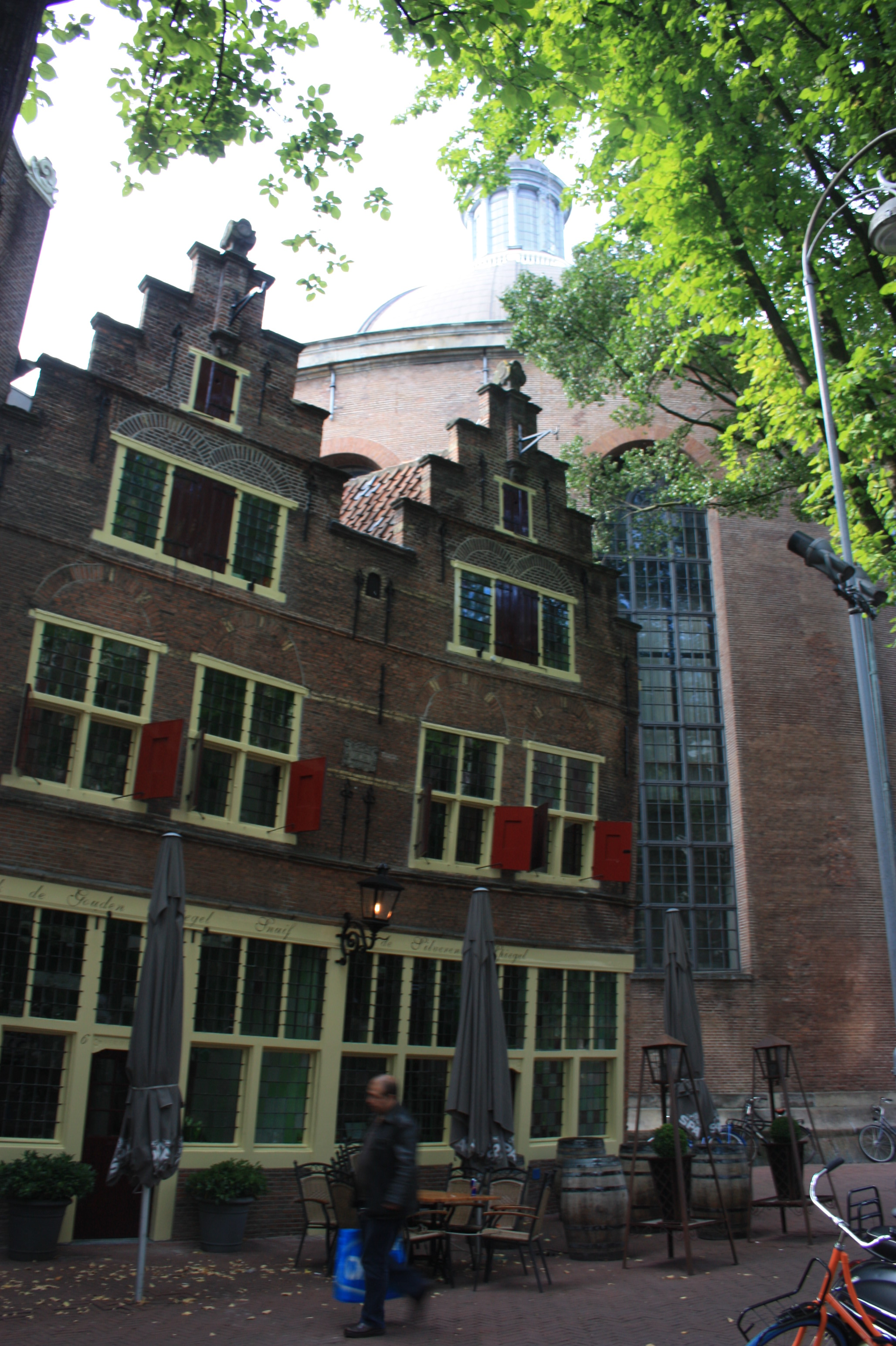
Un magazin de tutun de prizat din secolul al XVII-lea din Amsterdam

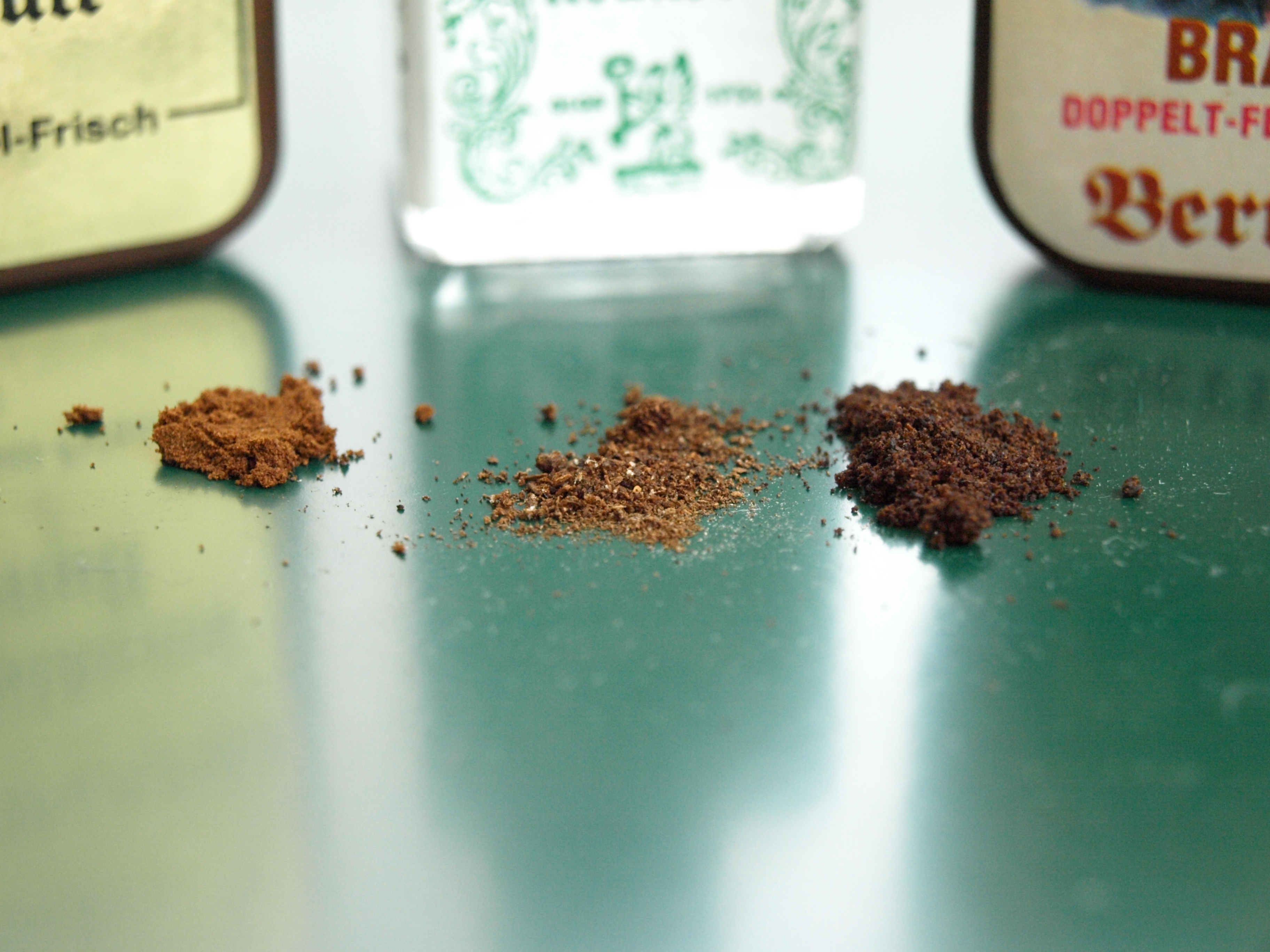
Mai multe tipuri și consistențe de tutun de prizat

Tutunul de prizat, sau tabacul, este un tip de produs din tutun fără fum făcut din tutun măcinat fin sau pulverizat. Este insuflat sau „adulmecat”  în cavitatea nazală, oferind o doza de nicotină și un miros aromat de durată (dacă tutunul a fost aromatizat). În mod tradițional, este adulmecat sau inhalat ușor după ce un vârf de praf de tutun este fie plasat pe dosul palmei, ținut ciupit între degetul mare și arătător (numita priză), fie ținut de un dispozitiv special de prizat. Nicotina își face efectul prin membranele mucoase ale nasului, acest efect începe la 2-3 minute după prizare și își are apogeul după 15 minute de la utilizare; prizarea prea puternică poate cauza durere. Din acest motiv, tabacul se prizează încet.
Tutunul de prizat a fost inițial utilizat în America și a devenit popular în Europa până în secolul al XVII-lea. Producția tradițională de tutun praf constă într-un proces îndelungat în mai multe etape, realizat în morile de tutun. Frunzele de tutun sunt selectate și supuse proceselor speciale de fermentare, care vor conferi tutunului aroma și caracteristicile specifice fiecărui tip de amestec de tutun. Tutunul este, de obicei, parfumat și aromatizat, cu multe amestecuri de tutun care necesită depozitare specială timp de luni sau ani pentru a ajunge la maturitatea necesară. Aromele tradiționale includ amestecurile de frunze de tutun netratate, considerate "tutun fin" original, fără niciun adaos de arome sau esențe. Ulterior au apărut varietăți de condimente, picante, fructe, flori și arome mentolate (numite și "medicinale"), fie pure, fie în amestecuri. Fiecare producător de tutun de prizat are de obicei o varietate de rețete și amestecuri unice, precum și rețete speciale pentru clienți individuali. Printre aromele comune se numără cafeaua, ciocolata, vinul Bordeaux, mierea, vanilia, cireșele, portocalele, caisele, prunele, camforul, scorțișoara, trandafirul și menta. Aromele moderne includ bourbon, cola și whisky. În Germania, amestecurile clasice tradiționale de tutun de prizat includ Schmalzler și Brasil, care sunt înțepătoare și ascuțite.
Există o mare varietate de texturi și niveluri de umiditate pentru tutunul prizat, care variază de la foarte fin la grosier și de la foarte uscat la foarte umed. De obicei, tabacul mai uscat este măcinat mai fin, iar acestea pot fi împărțite în mai multe categorii, în funcție de gradul de măcinare și umiditate: tabacuri uscate, medii și umede. Pe lângă tabacul tradițional de tutun, există și alternative fără tutun, cum ar fi Pöschl's Weiss (alb), care este făcut din pudră de glucoză sau ierburi. Deși aceste produse nu conțin tutun, ele pot fi considerate o alternativă pentru cei care doresc să evite nicotina sau pentru cei care doresc să "taie" un tutun de prizat puternic la o tărie mai acceptabilă.

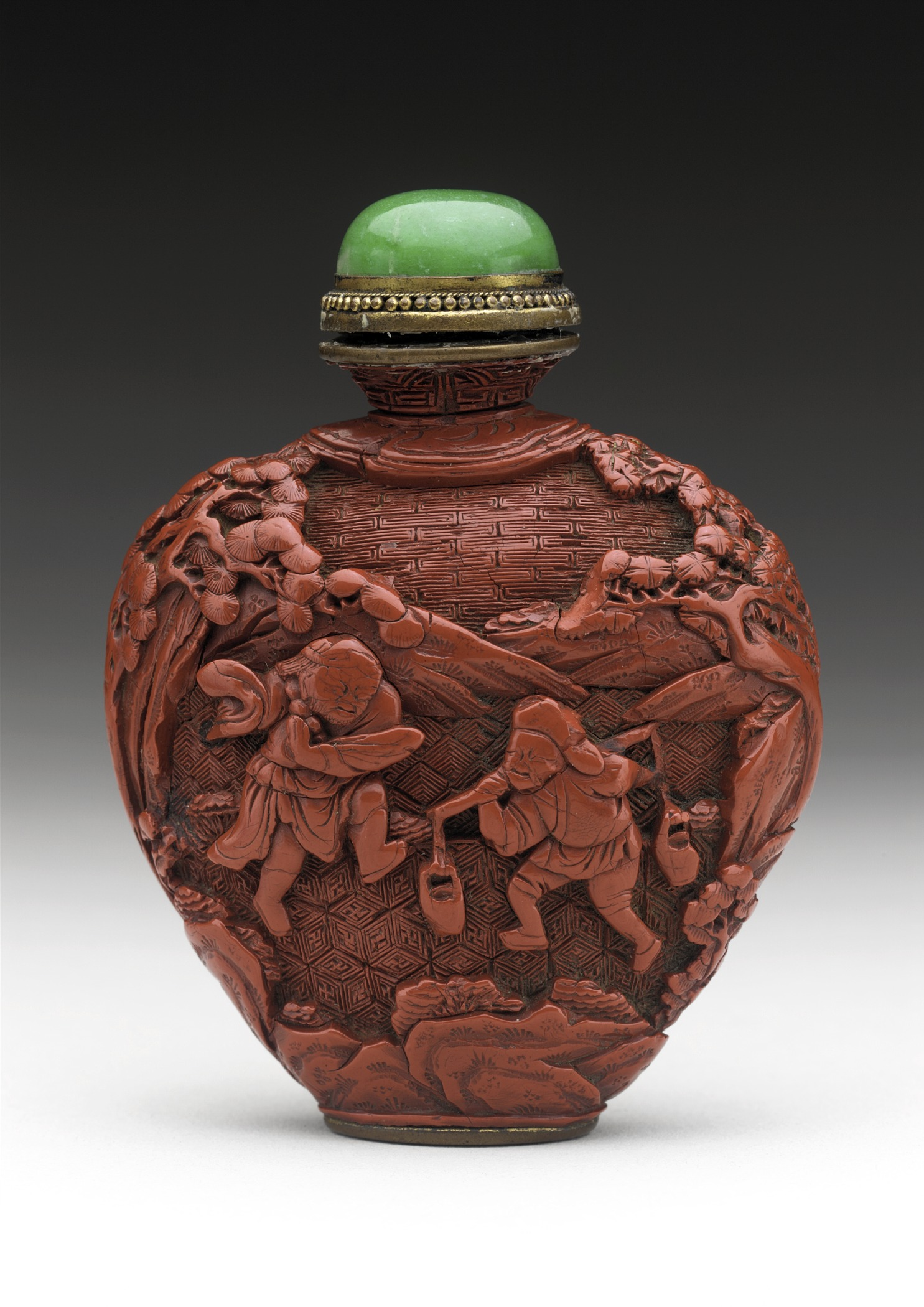
Sticlă chinezească de priză din lac sculptat și jad, ca. secolul al XVIII-lea

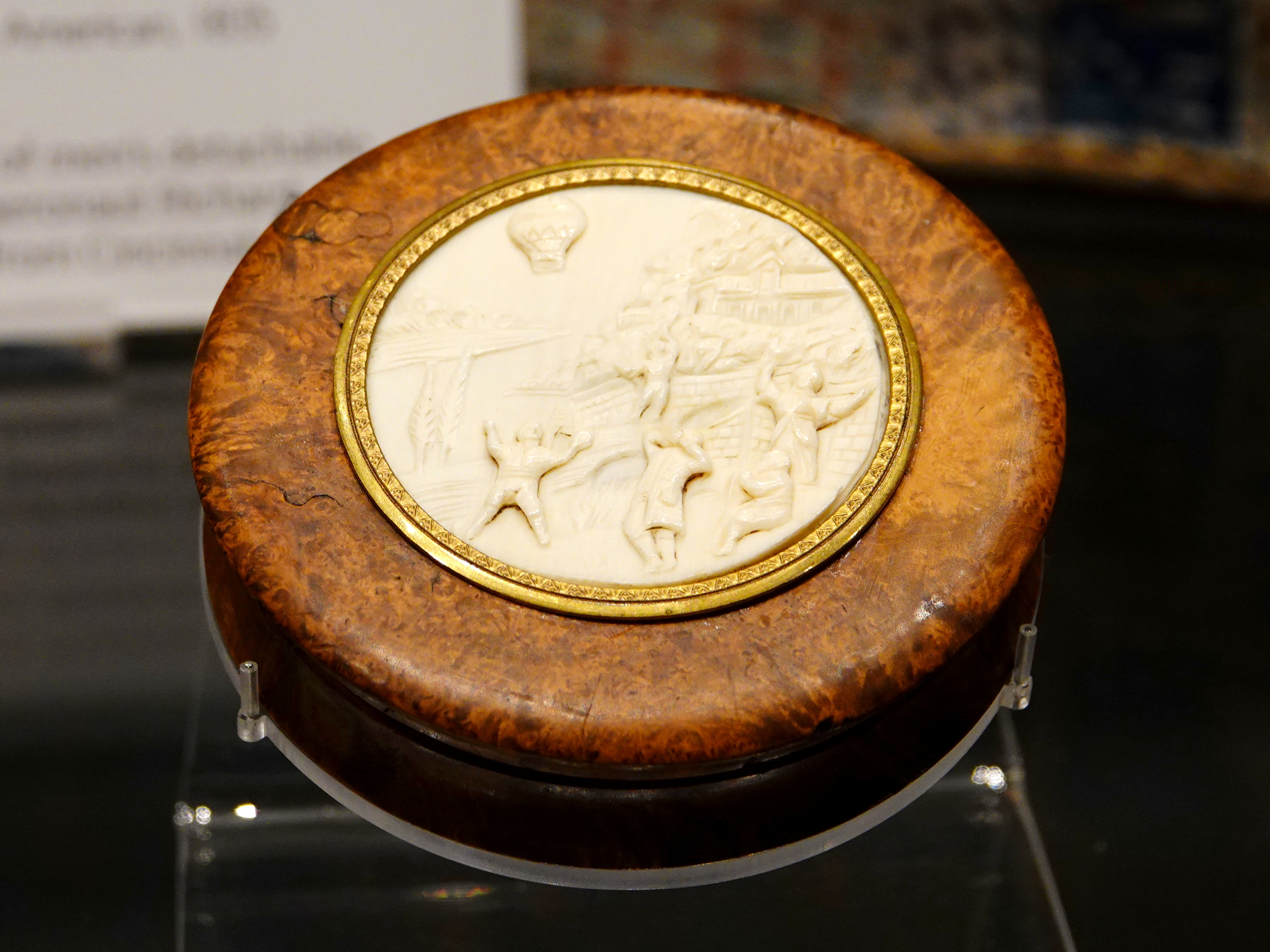
Cutie de tutun de prizat franceză din secolul al XVIII-lea

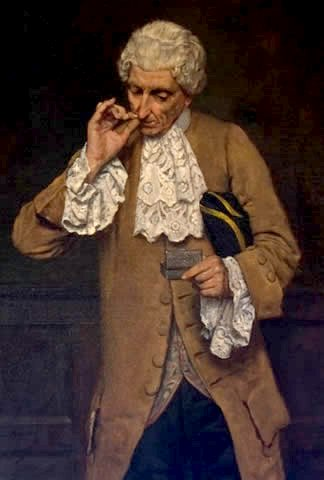
Pictură a unui bărbat care ia tabac folosind metoda "pinch" (priză)

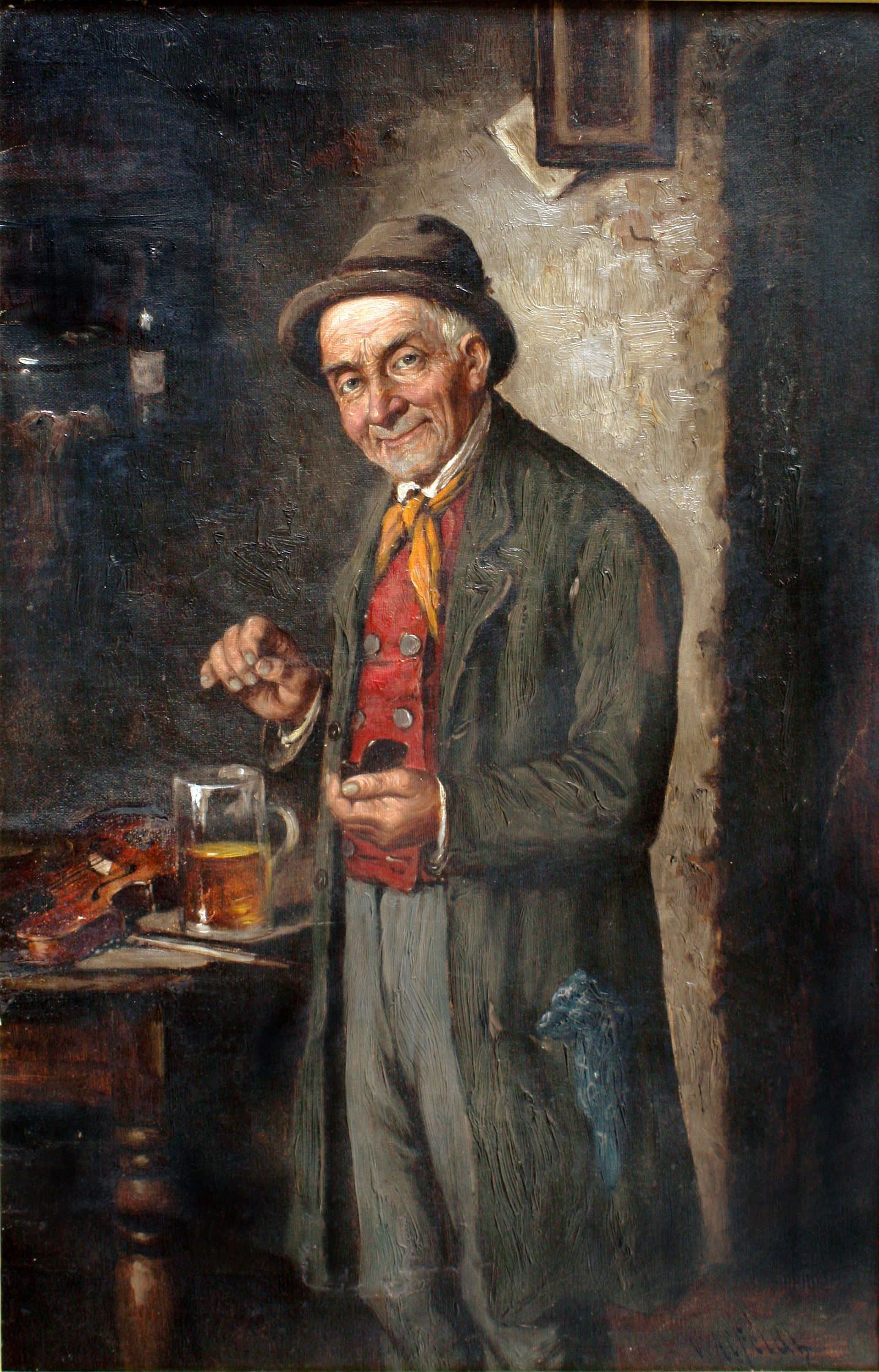
Un bărbat ia tabacul dintr-o cutie, tablou din secolul al XIX-lea

Culturile indigene din Brazilia sunt cunoscute ca fiind primele popoare care au folosit tutunul măcinat pentru prizat. Procesul consta în măcinarea frunzelor de tutun cu ajutorul unui mojar și a unui pistil din lemn de trandafir, astfel încât tutunul să dobândească o aromă delicată a lemnului. Tabacul astfel obținut era apoi păstrat în sticle sau tuburi etanșe făcute din os sau corn ornamentate, pentru a-și păstra aroma și prospețimea pentru consumul ulterior.
Poporul Taino și Carib din Lesser Antilles au fost observați consumând tutun de prizat de către călugărul franciscan Ramón Pané în timpul celei de-a doua călătorii a lui Columb în Lumea Nouă, în anul 1493. După întoarcerea sa în Spania, Pané a introdus tutun de prizat în Europa.
În secolul al XVI-lea, Casa de Contratación spaniolă a obținut un monopol comercial în industria producției de tutun din orașul Sevilla din Lumea Nouă. Sevilla a devenit astfel primul centru european de producție și dezvoltare a tutunului. Spaniolii numeau tutunul de prizat polvo sau rapé, iar la începutul perioadei, fabricile de producție erau independente și dispersate în oraș. Ulterior, controlul statului asupra acestei activități a condus la concentrarea producției într-o locație vizavi de Biserica San Pedro. În jurul anilor 1750 s-a hotărât construirea unei clădiri industriale mari și grandioase în afara zidurilor orașului, iar astfel a fost construită Fabrica Regală de Tutun (Real Fábrica de Tabacos), care a devenit prima fabrică industrială de tutun din Europa, producând tutun și licitând tutun în prima și a doua clădire ca mărime a Spaniei la acea vreme.
În jurul anului 1561, Jean Nicot, ambasador francez la curtea portugheză, a adus frunze și semințe de tutun în Franța. Regina franceză Caterina de' Medici a fost una dintre primele și cele mai celebre femei care a inhalat praf de tutun pentru a combate durerile de cap și migrenele, astfel încât Schnupfen a devenit popular. Prin urmare, Schnupftabak a fost cunoscut mult timp sub numele de poudre de la reine'", adică „pulberea reginei”. 
În secolul al XVI-lea, olandezii au numit tutunul măcinat „snuff” și l-au folosit până în 1560. Ulterior, acest produs a devenit o marfă de lux și scumpă. În 1611, tabacul fabricat comercial a fost introdus în America de Nord prin intermediul lui John Rolfe, soțul Pocahontas, care a adus o varietate mai dulce de tutun spaniol. Cu toate acestea, majoritatea coloniștilor din America nu au adoptat niciodată stilul englezesc de utilizare a snuff-ului, dar aristocrații americani au început să-l folosească. Popularitatea consumului de snuff în Anglia a crescut după Marea Ciumă din Londra (1665-1666), deoarece oamenii credeau că acesta avea proprietăți medicinale valoroase. Prin anii 1650, consumul de snuff se răspândise în Europa, dar și în Japonia, China și Africa.
În secolul al XVII-lea, au existat câțiva critici importanți ai consumului de snuff. Papa Urban al VIII-lea a interzis fumatul tutunului în biserică și a amenințat cu excomunicarea celor care consumau snuff. În Rusia, în 1643, țarul Mihail a interzis vânzarea de tutun, a impus pedeapsa de a le tăia nasul celor care consumau snuff și a declarat că utilizatorii persistenți vor fi executați. Cu toate acestea, consumul de snuff a persistat în alte părți ale lumii. Regele Ludovic al XIII-lea al Franței era un mare consumator de snuff, în timp ce mai târziu, Ludovic al XV-lea al Franței a interzis utilizarea acestuia la Curtea Regală a Franței în timpul domniei sale.. 
În secolul al XVIII-lea, snuff-ul a devenit produsul preferat al elitelor, înlocuind treptat fumatul de tutun. Regina Ana a Angliei a fost una dintre cei mai mari consumatori de snuff din acea perioadă, iar producția proprie de amestecuri de snuff gata făcute a devenit tot mai populară. Printre personalitățile importante care au utilizat snuff se numără Papa Benedict al XIII-lea, Regina Charlotte a Angliei (soția regelui George al III-lea) denumită „Snuffy Charlotte”, regele George al IV-lea și Napoleon Bonaparte. Luarea de snuff a ajutat la distingerea membrilor elitelor de oamenii obișnuiți, care în general își fumau tutunul. Alți consumatori de snuff celebri includ Lordul Nelson, Ducele de Wellington, Marie Antoinette, Alexander Pope, Samuel Johnson și Benjamin Disraeli, printre alții.
În secolul al XVIII-lea, John Hill, un autor și botanist englez, a emis ipoteza că utilizarea snuff-ului poate cauza dezvoltarea cancerului nazal, după ce a raportat cinci cazuri de polipi nazali care prezentau simptome de cancer. În epoca victoriană, în Marea Britanie, au apărut afirmații false privind beneficiile curative ale snuff-ului, inclusiv un jurnal londonez numit The Gentlewoman care pretindea că anumite tipuri de snuff portughez pot vindeca vederea slabă, astfel încât cititorii să poată citi fără ochelari.
În 1794, a fost instituită prima taxă federală americană pe tutunul de prizat, considerat un lux aristocratic. Deși fumatul în pipă și consumul de snuff erau obișnuite în Statele Unite încă de la începuturile sale, practicile europene cu cutii elaborate și formalități erau respinse în general, în special cele britanice. În loc de snuff de prizat, utilizatorii americani obișnuiau să folosească snuff uscat, pe care îl înmuiereau cu o crenguță și îl plasau apoi între obraz și gingie, precursorul consumului de tutun oral "dipping" (snuff umed) care este încă popular astăzi. Această practică era mai convenabilă pentru americani care călătoreau spre vest cu vagoanele. În timpul secolului al XIX-lea și al XX-lea început, membrii Congresului SUA aveau o cutie comună de tutun de prizat. Tutunul american fără fum, indiferent dacă este pentru consum oral sau nazal, are aceleași avertizări cu privire la cancerul oral și pierderea dinților. Utilizatorii americani de snuff uscat îl  utilizează în continuare oral, spre deosebire de majoritatea Europei, dar unele persoane încă mai consumă snuff-ul nazal. Tutunul de prizat nazal este de obicei disponibil numai în sudul și Apalachiile, pe când succesorul său, tutunul umed de "dipping", este răspândit în întreaga țară și este consumat într-o mare măsură.
În unele regiuni ale Africii, există afirmații potrivit cărora tutunul a fost introdus printre populațiile autohtone înainte ca europenii să ajungă pe continentul african. Această perspectivă a fost ilustrată în mod ficțional în romanul Things Fall Apart al lui Chinua Achebe, în care comunitatea igbo folosea snuff înainte de a intra în contact cu misionarii britanici. În ciuda faptului că tutunul nu este originar din Africa, există încă o popularitate a consumului de tutun de prizat în rândul persoanelor în vârstă din unele țări africane, precum Africa de Sud și Nigeria, deși acest obicei este în declin, în timp ce fumatul devine forma dominantă de consum de tutun. Există, de asemenea, zone în sudul Etiopiei, în care tutunul sub formă de pudră poate fi achiziționat de la piețe mai mari din regiunea Oromo.

## Accesorii

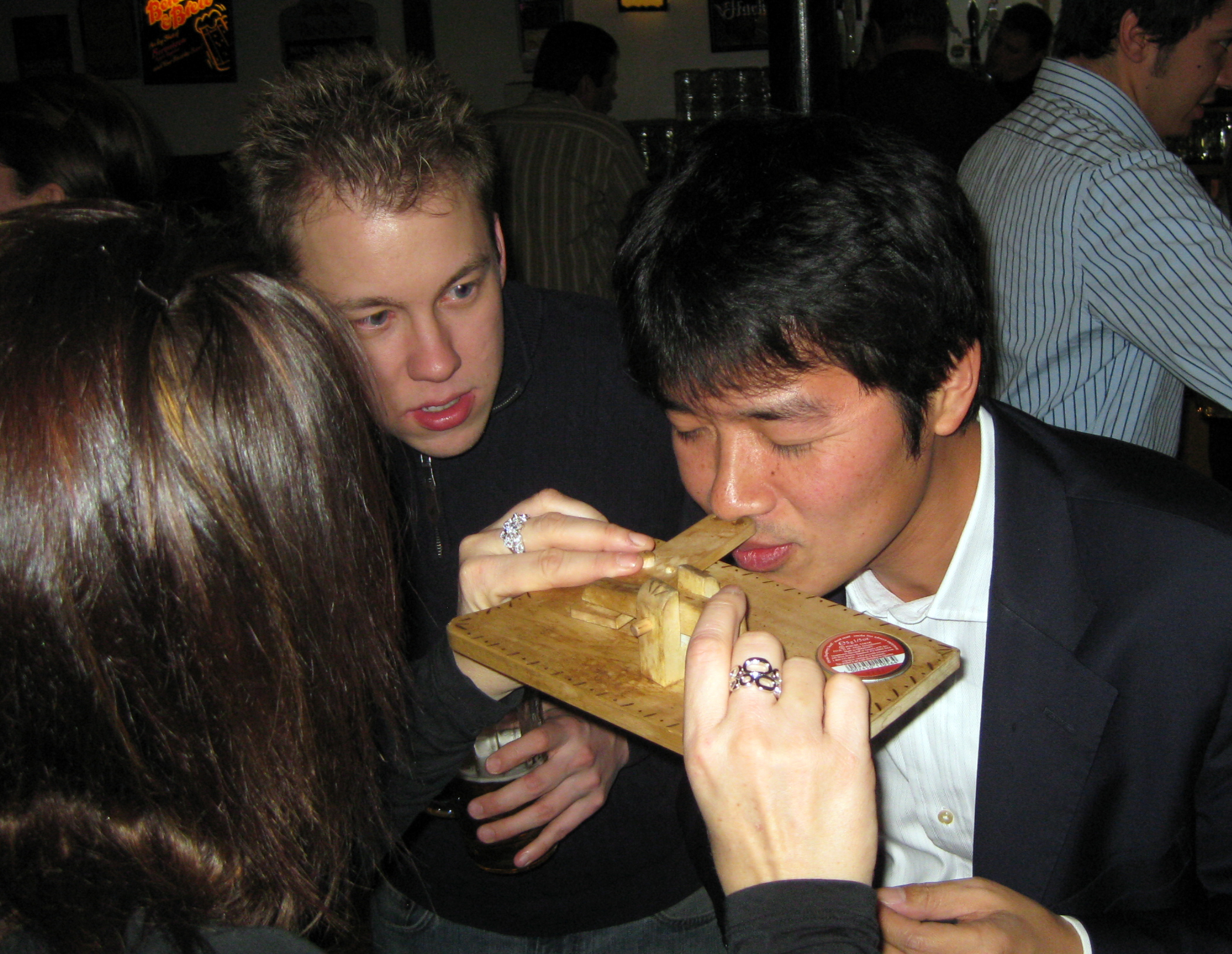
Dispozitiv noutate cu arc, folosit pentru a arunca tuns-ul direct în nări

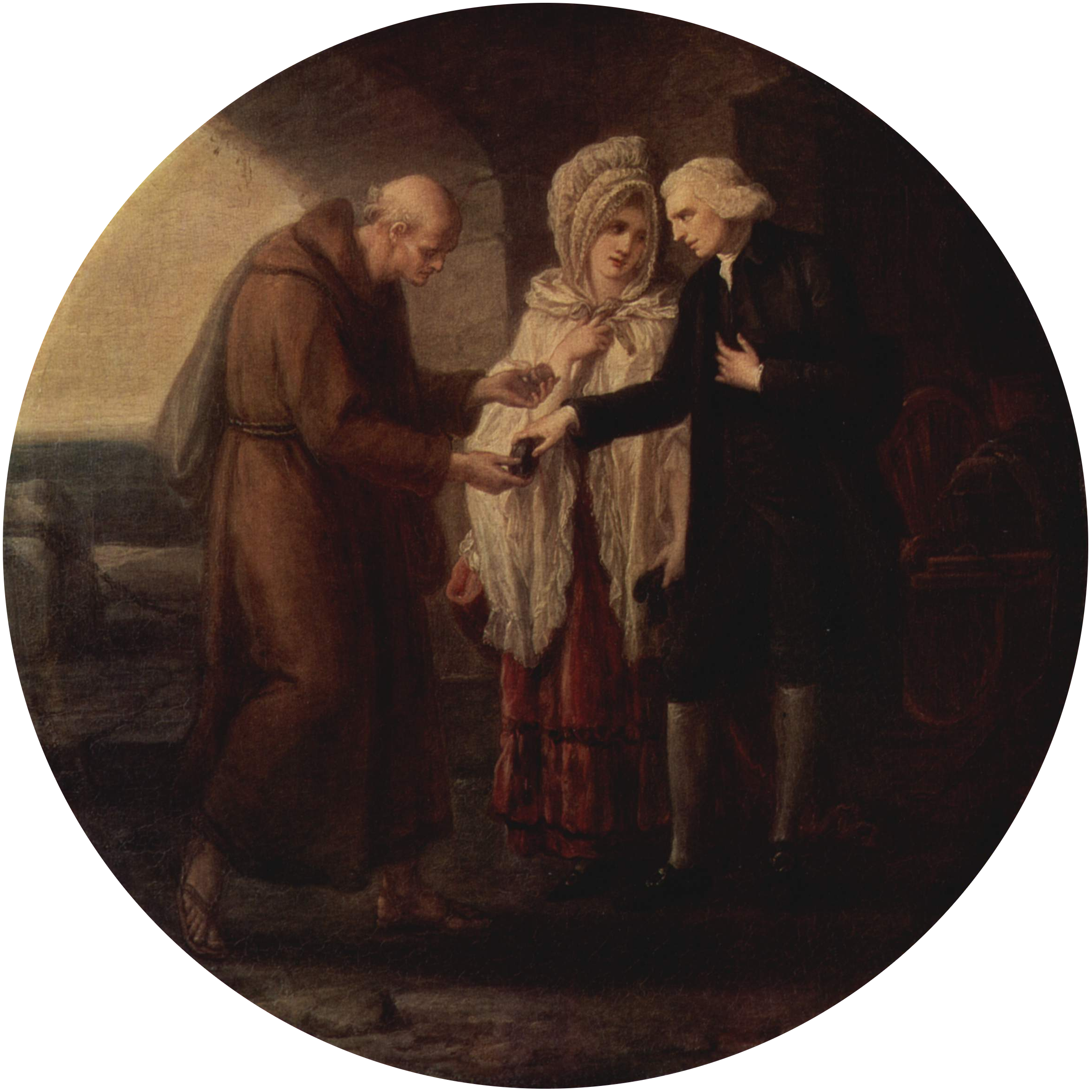
Călugărul de Calais (1780) de Angelica Kauffman, înfățișând pastorul Yorick schimbând cutii de prizat cu părintele Lorenzo „... având în mână o cutie de tutun de prizat facuta din corn, mi-a prezentat-o deschisă. — Îl vei gusta pe al meu, am spus eu, scoțându-mi cutia și punându-o în mână. Din lucrarea O călătorie sentimentală a lui Laurence Sterne.

În trecut, fabricarea de accesorii pentru prizat snuff a reprezentat o industrie profitabilă în diverse culturi. În Europa, existau cutii de prizat de diferite tipuri, de la cele simple realizate din materiale obișnuite, precum cornul, până la cele sofisticate, cu materiale scumpe și tehnologii avansate. Întrucât aerul usucă și degradează calitatea tutunului de prizat, cutiile de buzunar pentru snuff au fost concepute să fie etanșe, prevăzute cu balamale rezistente și cu suficient spațiu pentru o zi de consum. În plus, existau și recipiente mai mari pentru snuff, numite mulls, fabricate dintr-o varietate de materiale, precum coarne de berbec decorate cu argint, care erau, de obicei, menite să fie puse pe masă.
Membrii ai Camerei Comunelor britanice sunt obișnuiți să primească un snuff parfumat cu trandafir numit "Trandafir englezesc". În trecut, cutia comună de snuff din argint a fost păstrată la intrarea casei, dar a fost distrusă în timpul celui de-al Doilea Război Mondial, iar acum această tradiție este susținută din buzunarul principalului portar, deoarece fumatul este interzis în interior din 1693. Se spune că numărul membrilor care iau snuff este foarte mic în prezent. Winston Churchill a oferit o cutie de snuff înlocuitoare Casei după distrugerea celei originale.
În China, sticlele pentru priza au fost foarte populare și disponibile în două forme, ambele confecționate din sticlă. Un tip de sticlă pentru priza a fost decorat pe interior pentru a proteja designul, în timp ce alt tip a fost confecționat din sticlă stratificată multicoloră, cu părți ale straturilor eliminate pentru a crea o imagine. În plus, glonțul pentru snuff a fost un alt accesoriu obișnuit folosit pentru a face consumul de priza mai ușor și mai discret în situații publice. Aceste dispozitive mici, în formă de glonț, permiteau stocarea unei cantități mici de priză pentru a fi utilizate pe parcursul zilei.
Când este prizat, snuff-ul poate declanșa frecvent un strănut, ceea ce poate fi interpretat greșit ca un semn de nepricepere a consumatorului. Cu toate acestea, acest lucru nu este neobișnuit și poate varia în funcție de persoană și de tehnica de utilizare. De obicei, snuff-urile mai uscate au o probabilitate mai mare de a provoca strănut. Din acest motiv, comercianții de tutun vând adesea batiste pentru a ajuta la curățarea nasului și pentru a reduce efectele neplăcute ale strănutului.

## Sănătate
În 2007, Agenția Internațională pentru Cercetarea Cancerului (IARC), o agenție a Organizației Mondiale a Sănătății (OMS), a publicat o monografie intitulată "Evaluarea riscurilor cancerigene pentru oameni, volumul 89, tutun fără fum și unele N-nitrozamine specifice tutunului", care a fost inițiată în 1969. Această monografie a reprezentat concluziile și opiniile grupului de experți IARC și a arătat că nu există suficiente dovezi pentru a susține o legătură între consumul de snuff și cancerul la oameni. Cu toate acestea, există dovezi suficiente de la studii pe animale pentru a demonstra că snuff-ul umed(dip) poate fi carcinogen. Această cercetare a fost susținută de diverse organizații, inclusiv Institutul Național al Cancerului din SUA, Comisia Europeană și Institutul Național de Științe ale Sănătății Mediului din SUA.
Într-un studiu realizat de Sapundzhiev și Werner în anul 2003, s-a constatat că utilizarea cronică a snuff-ului uscat prin adulmecare nazală poate duce la schimbări atât morfologice, cât și funcționale ale mucoasei nazale. Deși acest tip de snuff conține o serie de substanțe cu potențial cancerigen, nu există date epidemiologice care să sugereze o creștere a incidenței tumorilor maligne la consumatorii obișnuiți de snuff.
Conform unei revizuiri sistematice recente a studiilor publicate în domeniu, s-a ajuns la concluzia că există o legătură solidă între consumul de tutun fără fum și dezvoltarea dependenței. 

### Versus țigări
Utilizatorii de produse din tutun fără fum, cum ar fi snuff-ul, nu sunt expuși riscului de cancer pulmonar, întrucât acesta este asociat cu fumatul. Cu toate acestea, utilizatorii de snuff pot avea un risc crescut de cancer în alte zone ale corpului, în funcție de forma de tutun fără fum utilizată. Până în prezent, nu au existat procese împotriva producătorilor de snuff din Marea Britanie și nu există dovezi care să sugereze că snuff-ul nazal cauzează cancer pulmonar atunci când este utilizat prin nazare, conform intenției. Snuff-ul este propus ca o alternativă mai puțin dăunătoare la fumat, deoarece daunele principale ale fumatului se datorează fumului inhalat. 
În urma analizei dintr-un articol din British Medical Journal din 1981 despre aportul de nicotină la utilizatorii de snuff, s-a ajuns la următoarele concluzii:
„Spre deosebire de fumul de tutun, snuff-ul nu conține gudron și gaze nocive, cum ar fi monoxidul de carbon și oxidul de azot. Deoarece nu poate fi inhalat în plămâni, nu există niciun risc de cancer pulmonar, bronșită și emfizem. Nu se știe dacă nicotina sau monoxidul de carbon este principalul vinovat responsabil pentru boala coronariană indusă de fumat. Dacă este monoxidul de carbon, trecerea la snuff ar reduce riscul semnificativ, dar chiar și dacă nicotina joacă un rol, rezultatele noastre arată că aportul de la snuff nu este mai mare decât cel de la fumat.

În concluzie, absorbția rapidă a nicotinei din snuff confirmă potențialul acestuia ca înlocuitor acceptabil pentru fumat. Trecerea de la țigări la snuff ar reduce semnificativ riscul de cancer pulmonar, bronșită, emfizem și, posibil, boala coronariană.”

## Vânzarea de snuff, probleme fiscale și juridice

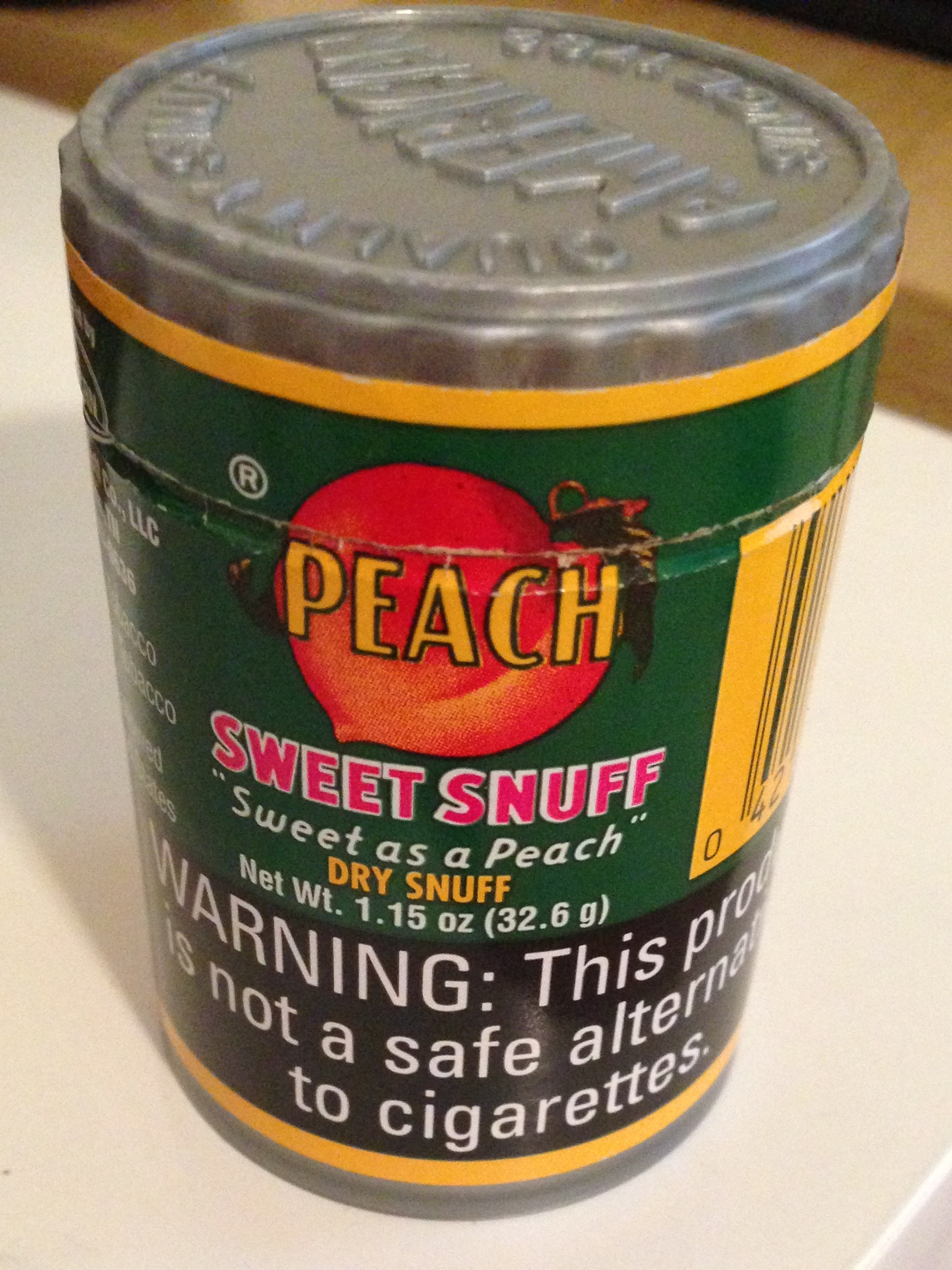
Recipient de snuff uscat de piersici, fabricat în Statele Unite

Snuff-ul poate fi achiziționat ușor din magazinele de tutun sau online în majoritatea țărilor europene, respectând restricțiile de vârstă aplicabile vânzării și achiziționării produselor din tutun conform legilor locale. În Regatul Unit, snuff-ul este scutit de taxa pe tutun aplicabilă altor produse de tutun.
Utilizarea de snuff este interzisă în Republica Irlanda la locurile de muncă și în baruri conform legilor locale. 
Snuff-ul este mai puțin răspândit în Statele Unite și de obicei poate fi achiziționat doar din magazine specializate în produse din tutun sau prin intermediul magazinelor online.
În Australia, produsele din tutun fără fum, inclusiv tutunul, sunt interzise la vânzare, dar importul de până la 1,5 kg este permis doar pentru uz personal. 
În România, snuff-ul sau tutunul de prizat este legal și este disponibil la vânzare în magazinele de tutun, dar numai pentru persoanele cu vârsta de peste 18 ani conform legislației privind tutunul și produsele conexe.
- Tabătură anatomică
- Jack and His Golden Snuff-Box, un basm
- Tabac
- Artizani
  - Adolf Frederick, regele Suediei
  - Frații Blarenberghe
  - Rosalba Carriera
  - Daniel Macnee
  - Juste-Aurèle Meissonnier
  - George Michael Moser, producător de cutii de snuff din secolul al XVIII-lea
  - "Balama Laurencekirk " etanșă
- Tatun cremos
- Tutun pe bază de plante fără fum (tutun fără tutun, mestecat etc. )
- Snus